# Wardha (dystrykt)
Wardha (dystrykt) (marathi वर्धा जिल्हा, ang. Wardha district) – jest jednym z trzydziestu pięciu dystryktów indyjskiego stanu Maharasztra. Zajmuje powierzchnię 6 309 km².

## Położenie
Położony jest we wschodniej części tego stanu. Graniczy z dystryktami: 
od zachodu i północy z Amarawati,
od  północy i wschodu z Nagpur, 
a od południa z Chandrapur i Yavatmal.
Stolicą dystryktu jest miasto Wardha.

## Rzeki
Rzeki przepływające przez obszar dystryktu :
- Bakli
- Bor
- Dham
- Kaar
- Lai
- Pothara
- Vena
- Wardha
- Yashoda